# Kamienica Pod Świętą Teklą w Krakowie
Kamienica Pod Świętą Teklą (znana także jako Kamienica Foxowska, Kamienica Tyburczowska, Kamienica Zutterowska) – zabytkowa kamienica znajdująca się w Krakowie, w dzielnicy I przy ulicy Floriańskiej 25, na Starym Mieście.

## Historia
Kamienica została wzniesiona na przełomie XIV i XV wieku. W połowie XVI wieku była własnością Zutterów. Na początku XVII wieku nadbudowano pierwsze piętro. W XVII należała kolejno do: Tyburczych, Foxów, Małeszów i Bobreckich. W 1708 przeszła na własność kotlarza Ezechiela Łochotyńskiego, a w 1723 nieznanego z imienia Chacińskiego, który prowadził w niej sklep winny. W 1777 była już dwupiętrowa, posiadała dwupiętrową oficynę i murowaną kuchnię. Na przełomie XVIII i XIX wieku na elewacji umieszczono niezachowany do dziś wizerunek św. Tekli, od którego kamienica wzięła swoją nazwę. Na początku XIX wieku należała do Józefa Wirzyńskiego, w połowie XIX wieku do Adama Duktowskiego, a następnie do rodziny Mszyków. W 1876 została przebudowana.
W latach 1984–1989 kamienica została odrestaurowana. Od 1991 jest siedzibą Muzeum Farmacji Collegium Medicum Uniwersytetu Jagiellońskiego.
20 grudnia 1971 kamienica została wpisana do rejestru zabytków. Znajduje się także w gminnej ewidencji zabytków.

## Architektura
Kamienica ma trzy kondygnacje. Fasada posiada neoklasycystyczny wystrój. W partii parteru jest ona dwuosiowa, a w partii pięter trójosiowa. Parter fasady został ozdobiony boniowaniem. Okna pierwszego piętra ozdobione są trójkątnymi frontonami oraz fryzami, a okna drugiego piętra gzymsami. Budynek wieńczy szeroki gzyms koronujący.
We wnętrzach kamienicy zachowały się: gotyckie piwnice, kilka renesansowych portali, dwa renesansowe stropy belkowe, w tym jeden z polichromią oraz XIX-wieczny fresk przedstawiający ogród na ścianach jednego z pomieszczeń I piętra.